# Saint-Chéron (Marne)
Pour les articles homonymes, voir Saint-Chéron.
Saint-Chéron est une commune française, située dans le département de la Marne en région Grand Est.

## Géographie

### Communes limitrophes
|         | Les Rivières-Henruel |                      |
| Somsois | Saint-Chéron         | Arzillières-Neuville |
|         | Gigny-Bussy          |                      |

### Hydrographie
La commune est dans la région hydrographique « la Seine de sa source au confluent de l'Oise (exclu) » au sein du bassin Seine-Normandie. Elle est drainée par la Charonne,.
La Charonne, d'une longueur de 11 km, prend sa source dans la commune  et se jette  dans la Guenelle à Glannes, après avoir traversé six communes.

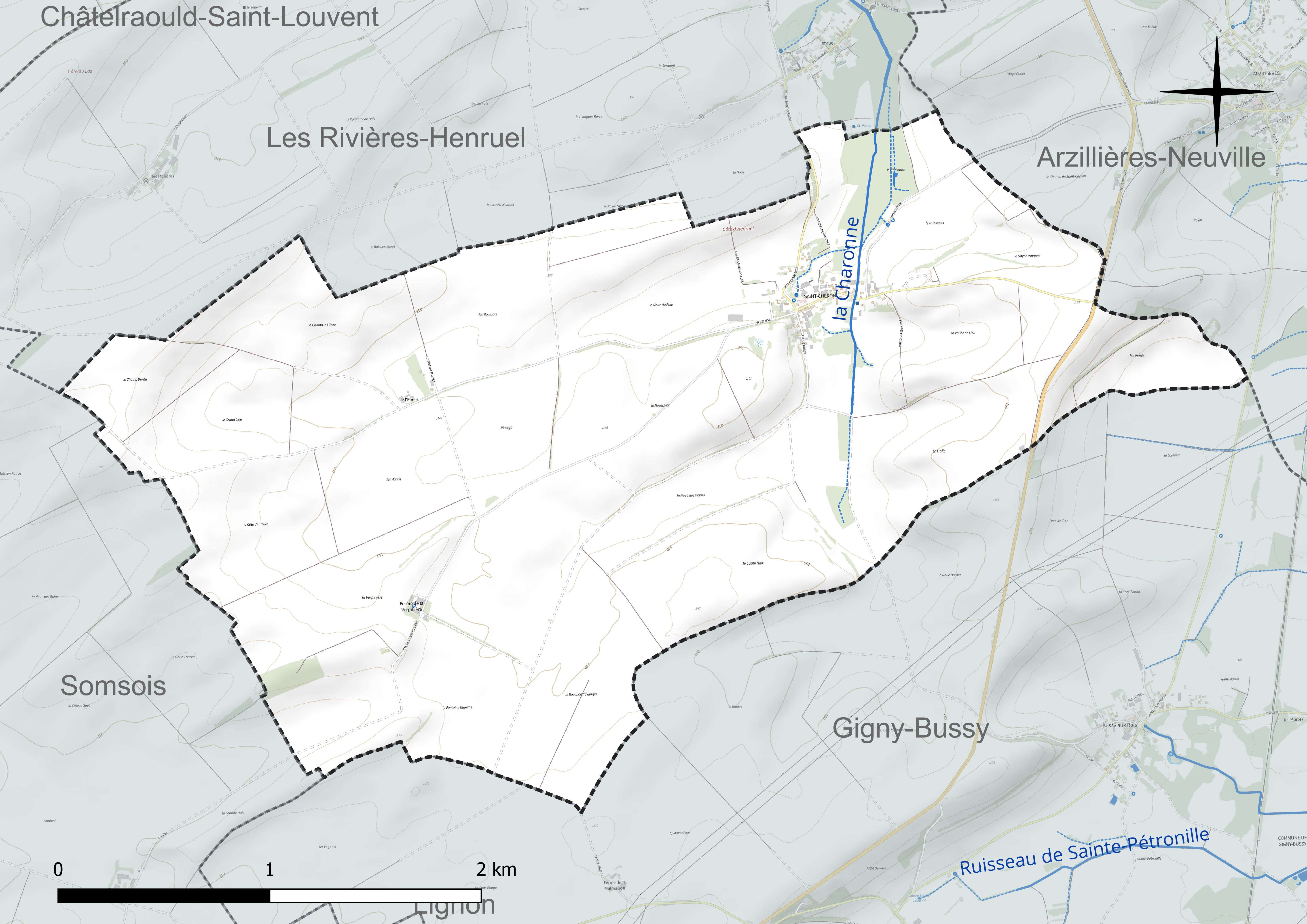
Réseau hydrographique de Saint-Chéron.

### Climat
Pour des articles plus généraux, voir Climat du Grand Est et Climat de la Marne.
En 2010, le climat de la commune est de type climat océanique dégradé des plaines du Centre et du Nord, selon une étude du Centre national de la recherche scientifique s'appuyant sur une série de données couvrant la période 1971-2000. En 2020, Météo-France publie une typologie des climats de la France métropolitaine dans laquelle la commune est exposée à un climat océanique altéré et est dans la région climatique Nord-est du bassin Parisien, caractérisée par un ensoleillement médiocre, une pluviométrie moyenne régulièrement répartie au cours de l’année et un hiver froid (3 °C).
Pour la période 1971-2000, la température annuelle moyenne est de 10,6 °C, avec une amplitude thermique annuelle de 15,8 °C. Le cumul annuel moyen de précipitations est de 729 mm, avec 12,2 jours de précipitations en janvier et 8,3 jours en juillet. Pour la période 1991-2020, la température moyenne annuelle observée sur la station météorologique de Météo-France la plus proche, « Frignicourt », sur la commune de Frignicourt à 8 km à vol d'oiseau, est de 11,5 °C et le cumul annuel moyen de précipitations est de 694,6 mm. 
La température maximale relevée sur cette station est de 41,7 °C, atteinte le 25 juillet 2019 ; la température minimale est de −22 °C, atteinte le 9 janvier 1985,,.
Les paramètres climatiques de la commune ont été estimés pour le milieu du siècle (2041-2070) selon différents scénarios d'émission de gaz à effet de serre à partir des nouvelles projections climatiques de référence DRIAS-2020. Ils sont consultables sur un site dédié publié par Météo-France en novembre 2022.

## Urbanisme

### Typologie
Au 1er janvier 2024, Saint-Chéron est catégorisée commune rurale à habitat dispersé, selon la nouvelle grille communale de densité à sept niveaux définie par l'Insee en 2022.
Elle est située hors unité urbaine. Par ailleurs la commune fait partie de l'aire d'attraction de Vitry-le-François, dont elle est une commune de la couronne,. Cette aire, qui regroupe 73 communes, est catégorisée dans les aires de moins de 50 000 habitants,.

### Occupation des sols
L'occupation des sols de la commune, telle qu'elle ressort de la base de données européenne d’occupation biophysique des sols Corine Land Cover (CLC), est marquée par l'importance des territoires agricoles (95,6 % en 2018), une proportion identique à celle de 1990 (95,6 %). La répartition détaillée en 2018 est la suivante : 
terres arables (95,6 %), zones urbanisées (2,8 %), forêts (1,6 %). L'évolution de l’occupation des sols de la commune et de ses infrastructures peut être observée sur les différentes représentations cartographiques du territoire : la carte de Cassini (XVIIIe siècle), la carte d'état-major (1820-1866) et les cartes ou photos aériennes de l'IGN pour la période actuelle (1950 à aujourd'hui).

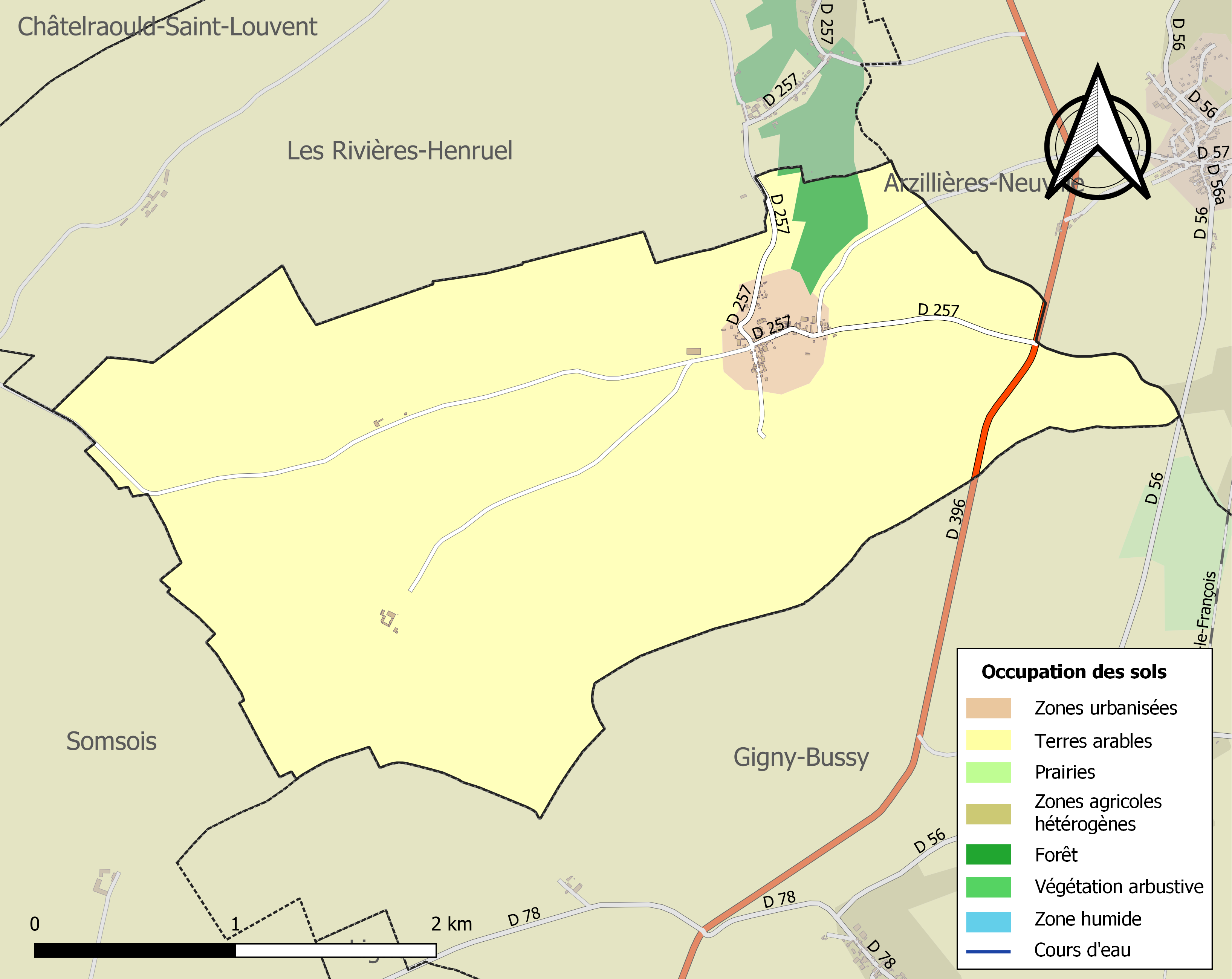
Carte des infrastructures et de l'occupation des sols de la commune en 2018 (CLC).

## Toponymie
Le nom de la localité est attesté sous les formes Sanctus Charaunus (1173) ; Sanctus Karaunis (1178) ; Sanctus Karonis (1185) ; Sanctus Karonnus (1187) ; Sanctus Cherio (1210) ; Saint-Chinum (1215) ; Seincherun, Saint-Cheron, Saint-Kaurain, Saint-Cheiron, Saint Kaurin (vers 1222) ; Saint-Chenon (1231) ; Saint-Chenum, Saint-Chenom (vers 1274) ; Sanctus Cheronnus (1286) ; Saincheron (1367) ; Sincheron (1376) ; Sanctus Caronnus (1405) ; Chaint-Cheron (1633) ; Chéron (1793) ; Montcheron (1794).
Saint-Chéron est un hagiotoponyme. D'après l'histoire, ou la légende, le lieu aurait été baptisé Saint-Chéron en hommage à un romain dénommé, sous une forme latine, Caraunus, Ceraunus, Caronus (devenu Chéron), après de brillantes études à Rome, se convertit au christianisme et devint apôtre des Gaules au Ve et il vint, via Marseille, prêcher la foi chrétienne.

## Histoire
Au cours de la Révolution française, la commune porta provisoirement le nom de Mont-Chéron.

## Politique et administration
| Période                                  | Période                      | Identité          | Étiquette | Qualité                          |
| ---------------------------------------- | ---------------------------- | ----------------- | --------- | -------------------------------- |
| Les données manquantes sont à compléter. |                              |                   |           |                                  |
| avant 1875                               | après 1877                   | François          |           |                                  |
| mars 2001                                | En cours (au 4 juillet 2014) | Marylène Simonnet |           | Réélue pour le mandat 2014-2020, |

## Démographie
L'évolution du nombre d'habitants est connue à travers les recensements de la population effectués dans la commune depuis 1793. Pour les communes de moins de 10 000 habitants, une enquête de recensement portant sur toute la population est réalisée tous les cinq ans, les populations de référence des années intermédiaires étant quant à elles estimées par interpolation ou extrapolation. Pour la commune, le premier recensement exhaustif entrant dans le cadre du nouveau dispositif a été réalisé en 2005.

En 2022, la commune comptait 63 habitants, en évolution de +1,61 % par rapport à 2016 (Marne : −1,19 %, France hors Mayotte : +2,11 %).
| 1793 | 1800 | 1806 | 1821 | 1831 | 1836 | 1841 | 1846 | 1851 |
| ---- | ---- | ---- | ---- | ---- | ---- | ---- | ---- | ---- |
| 161  | 186  | 187  | 191  | 182  | 196  | 212  | 204  | 185  |

| 1856 | 1861 | 1866 | 1872 | 1876 | 1881 | 1886 | 1891 | 1896 |
| ---- | ---- | ---- | ---- | ---- | ---- | ---- | ---- | ---- |
| 190  | 192  | 184  | 177  | 154  | 140  | 137  | 137  | 140  |

| 1901 | 1906 | 1911 | 1921 | 1926 | 1931 | 1936 | 1946 | 1954 |
| ---- | ---- | ---- | ---- | ---- | ---- | ---- | ---- | ---- |
| 129  | 111  | 117  | 107  | 103  | 97   | 96   | 78   | 86   |

| 1962 | 1968 | 1975 | 1982 | 1990 | 1999 | 2005 | 2006 | 2010 |
| ---- | ---- | ---- | ---- | ---- | ---- | ---- | ---- | ---- |
| 84   | 98   | 91   | 89   | 84   | 80   | 78   | 77   | 76   |

| 2015 | 2020 | 2022 | - | - | - | - | - | - |
| ---- | ---- | ---- | - | - | - | - | - | - |
| 63   | 61   | 63   | - | - | - | - | - | - |

## Équipements et services publics

### Postes et télécommunications
Une boîte aux lettres de La Poste se trouve sur le territoire de la commune, route des rivières. Le bureau de poste le plus proche est situé à Saint-Remy-en-Bouzemont-Saint-Genest-et-Isson, à environ 6 km de Saint-Chéron.

### Justice, sécurité et secours
Du point de vue judiciaire, Saint-Chéron relève du conseil de prud'hommes, du tribunal de commerce, du tribunal judiciaire, du tribunal paritaire des baux ruraux et du tribunal pour enfants de Châlons-en-Champagne, dans le ressort de la cour d'appel de Reims. Pour le contentieux administratif, la commune dépend du tribunal administratif de Châlons-en-Champagne et de la cour administrative d'appel de Nancy.
Saint-Chéron est située en secteur Gendarmerie nationale et dépend de la brigade de Saint-Remy-en-Bouzemont-Saint-Genest-et-Isson.
En matière d'incendie et de secours, les casernes les plus proches est celle de Saint-Remy-en-Bouzemont, qui dépend du Service départemental d'incendie et de secours (SDIS) de la Marne.